# Daniel Nicholas DiNardo
Daniel Nicholas kardinál DiNardo (* 23. května 1949 Steubenville) je americký římskokatolický kněz, arcibiskup arcidiecéze Galveston-Houston, kardinál. Od roku 2016 je předsedou americké biskupské konference.

## Kněz
Pochází z rodiny italských emigrantů. Do školy chodil v Pittsburghu, zde také vstoupil do semináře. V roce 1969 získal stipendium a začal studovat na Americké Katolické univerzitě, kde získal doktorát z filozofie. Teologiii studoval v Římě na několika papežských univerzitách, na Patristickém Institutu Augustinianum získal licenciát z patrologie. Kněžské svěcení přijal 16. června 1977 v Pittsburghu. Od roku 1981 byl pomocníkem kancléře této diecéze a přednášel ve zdejším semináři sv. Pavla. Od roku 1984 pracoval v sekretariátě Kongregace pro biskupy a vedl seminář z metodologie pro studenty prvního ročníku teologie na Papežské univerzitě Gregoriana v Římě. V roce 1991 se vrátil do domovské diecéze a začal pracovat v biskupské kurii, kde měl na starost církevní školství.

## Biskup
Dne 19. srpna 1997 byl jmenovaný biskupem koadjutorem v diecézi Sioux City. Biskupské svěcení přijal 7. října téhož roku. O rok později, 28. listopadu 1998, se ujal řízení diecéze jako sídelní biskup. Dne 16. ledna 2004 ho papež Jan Pavel II. jmenoval biskupem-koadjutorem diecéze Galveston-Houston a 29. prosince 2004 (kdy se z této diecéze stala arcidiecéze) arcibiskupem-koadjutorem. 28. února 2006 převzal řízení této arcidiecéze, kde žije na 1 300 000 katolických věřících.

## Kardinál
Jeho jmenování kardinálem bylo oznámeno v říjnu 2007. Kardinálské insignie převzal na konsistoři 24. listopadu téhož roku.